# Huszajnidák
A Huszajnidák egy újkori muszlim dinasztia, amely Tunézia területén uralkodott 1705 és 1957 között. A korábban önálló Hafszidák által uralt terület az Oszmán Birodalom tartománya (bejség) volt 1574-től. Az 1705-ben kormányzóvá kinevezett, krétai török származású I. Huszajn bej az oszmán hatalom meggyengülését kihasználva dinasztiát tudott alapítani a Konstantinápolytól csak formálisan függő tartomány élén. Tunéziát 1881-ben Franciaország szállta meg, de a protektorátussá vált terület élén megmaradt a huszajnida bejek névleges fennhatósága. Tunézia 1956-ban függetlenedett Franciaországtól, ekkor az utolsó bej királyi címet vett fel, de a Habib Burgiba vezette köztársasági mozgalom a következő évben elűzte őt és eltörölte a monarchiát.

## Uralkodók
| Portré | Uralkodó                                                            | Uralkodott | Megjegyzés                   |
| ------ | ------------------------------------------------------------------- | ---------- | ---------------------------- |
|        | I. Huszajn * 1669 † 1740. március 13.                               | 1705–1735  |                              |
|        | I. Ali * 1688. június 30. † 1756. szeptember 22.                    | 1735–1756  |                              |
|        | I. Muhammad ar-Rasíd * 1710 † 1759. február 11.                     | 1756–1759  |                              |
|        | II. Ali * 1712. november 24. † 1782. május 26.                      | 1759–1782  |                              |
|        | Hammúda * 1759. december 9. † 1814. szeptember 15.                  | 1782–1814  |                              |
|        | Uszmán * 1763. május 27. † 1814. december 20.                       | 1814       |                              |
|        | Mahmúd * 1757. július 10. † 1824. március 28.                       | 1814–1824  |                              |
|        | II. Huszajn * 1784. március 5. † 1835. május 20.                    | 1824–1835  |                              |
|        | Musztafa * 1786 augusztusa † 1837. október 10.                      | 1835–1837  |                              |
|        | I. Ahmad * 1806. december 2. † 1855. május 30.                      | 1837–1855  |                              |
|        | II. Muhammad * 1811. szeptember 28. † 1859. szeptember 22.          | 1855–1859  |                              |
|        | III. Muhammad asz-Szádik * 1813. február 7. † 1882. október 27.     | 1859–1882  |                              |
|        | III. Ali * 1817. augusztus 14. † 1902. június 11.                   | 1882–1902  |                              |
|        | IV. Muhammad al-Hádi * 1855. június 24. † 1906. május 11.           | 1902–1906  |                              |
|        | V. Muhammad an-Nászir * 1855. július 14. † 1922. július 10.         | 1906–1922  |                              |
|        | VI. Muhammad al-Habíb * 1858. augusztus 13. † 1929. február 11.     | 1922–1929  |                              |
|        | II. Ahmad * 1862. április 13. † 1942. június 19.                    | 1929–1942  |                              |
|        | VII. Muhammad al-Munszif * 1881. március 4. † 1948. szeptember 1.   | 1942–1943  |                              |
|        | VIII. Muhammad al-Amín * 1881. szeptember 4. † 1962. szeptember 30. | 1943–1957  | 1956. március 20-tól király. |

## A Huszajnida-ház fejei a trónfosztást követően (1957-től napjainkig)
| Neve                                   | Uralkodott | Megjegyzés |
| -------------------------------------- | ---------- | ---------- |
| Muhammad al-Amín ibn Muhammad al-Habíb | 1957–1962  |            |
| Huszajn koronaherceg                   | 1962–1969  |            |
| Musztafa herceg                        | 1969–1974  |            |
| Muhammad at-Tajjib herceg              | 1974–1989  |            |
| Szulajmán herceg                       | 1989–1992  |            |
| Alláláh herceg                         | 1992–2001  |            |
| Sázli herceg                           | 2001–2004  |            |
| Muhji ad-Dín herceg                    | 2004–2006  |            |
| Hammúda bej                            | 2006–2013  |            |
| Muhammad al-Habíb bej                  | 2013-      |            |